# Piano della Germania Imperiale per l'invasione degli Stati Uniti d'America

bandiera della Marina Imperiale tedesca nel 1890

Il piano della Germania Imperiale per l'invasione degli Stati Uniti d'America indica un probabile piano ideato nel 1897 dallo Stato Maggiore dell'Impero tedesco del Kaiser Guglielmo II per una invasione degli USA.

## Storia
Questi studi riguardavano gli USA e comprendevano: la dottrina Monroe, la sicurezza dell'America centrale e la vulnerabilità del territorio metropolitano degli Stati Uniti d'America. Negli anni seguenti, si avranno anche piani riguardanti un possibile bombardamento navale della città di New York e un possibile sbarco a Long Island e lungo il Chesapeake Bay. Nel 1899 ci sarà un nuovo piano navale tedesco contro gli USA preparato dal futuro storico navale tenente Eberhard von Mantey, sotto l'influenza dei rapporti del capitano G. Adolf Graf von Goetzen, addetto militare tedesco all'ambasciata a Washington.
Nel 1900 poi la situazione si evolveva, con l'aggiunta di un Marsch Plan (ovvero un "Piano di avanzata"), che vedeva la squadra navale tedesca rifornirsi alle isole Azzorre per poi puntare su New York e Boston, luoghi che si trovavano ai vertici della costa dove sarebbero sbarcate le truppe di terra tedesche. La flotta era composta da 38 navi da guerra, 20 grossi incrociatori e 38 navi leggere. Nel 1901 lo stesso Kaiser proponeva l'occupazione preventiva di Cuba, da dove sarebbe partita l'invasione agli Stati Uniti d'America.
L'opzione dello sbarco fra New York e Boston fu riaffermata il 21 marzo 1903 dal Capo dell'Ammiragliato tedesco, Vice Ammiraglio Wilhelm Buchsel. Nel 1906 questo piano venne rinominato "Operazione Piano tre", dove veniva citata l'opportunità di occupare preventivamente alcune isole caraibiche per usarle come basi.

## I progetti

### Operazione Piano Uno
L'"operazione Piano Uno" (in tedesco Betrieblich Plan Ein) prevedeva rapporti che includevano dettagliate descrizioni dei due forti militari statunitensi posti a protezione dell'entrata al porto di New York: Fort Hamilton e Fort Tompkins.
Secondo von Mantey, New York era il principale obiettivo di tale piano. Per tale ragione, due grosse squadre navali dovevano compiere un attacco a sorpresa, bloccando preventivamente l'accesso al porto della città:
- la 1ª squadra navale doveva posizionarsi a est di Long Island, tra New London, Connecticut ed Orient Point su North Fork di Long Island;
- la 2ª squadra navale doveva entrare dentro New York's Lower Bay, attaccare i due forti e bombardare Manhattan.

Nel frattempo alcuni battaglioni di fanteria tedesca e un battaglione del genio pionieri sbarcavano a Long Island con l'obiettivo di attaccare Manhattan nei giorni seguenti. L'obiettivo finale era di occupare New York nel più breve tempo possibile.
Questo piano verrà poi ripreso nel 1920 ed in seguito nel 1941 da Adolf Hitler in persona.

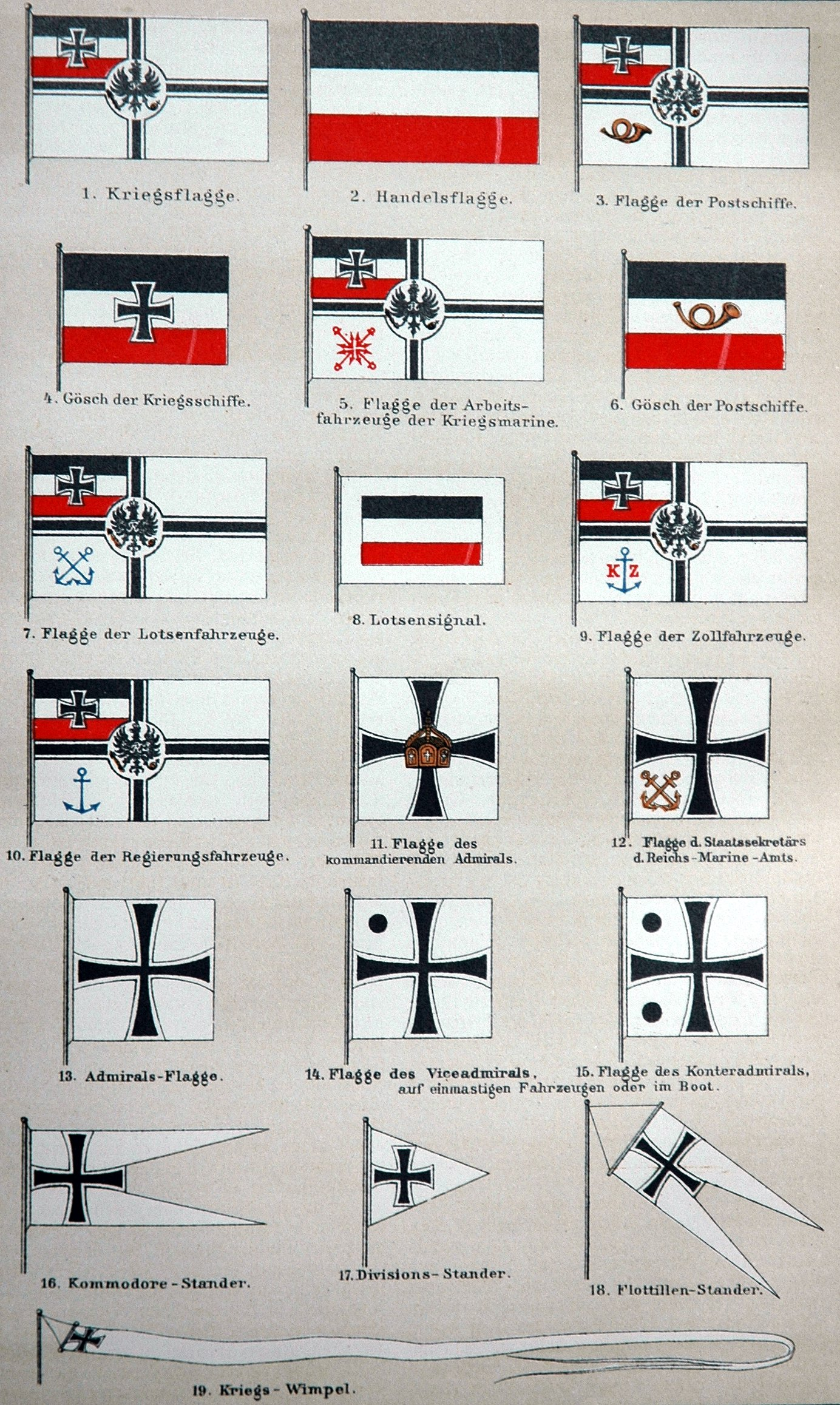
Bandiere usate dalla Marina Imperiale tedesca

### Operazione Piano Due
L'"operazione Piano Due" (in tedesco Betrieblich Plan Zwei) venne iniziata nel 1899 dal Vice Ammiraglio August Thomsen, comandante del 1º squadrone da battaglia della Marina Imperiale tedesca, apportando una modifica di un certo rilievo al piano originale di von Mantey. 

Thomsen proponeva che la flotta attaccasse Porto Rico ed occupasse tale isola, forzando la Marina statunitense a lanciare un contro-attacco, uscendo allo scoperto. Quindi utilizzare Porto Rico come base per lanciare successivamente l'attacco contro la costa nord-orientale americana.

### Operazione Piano Tre

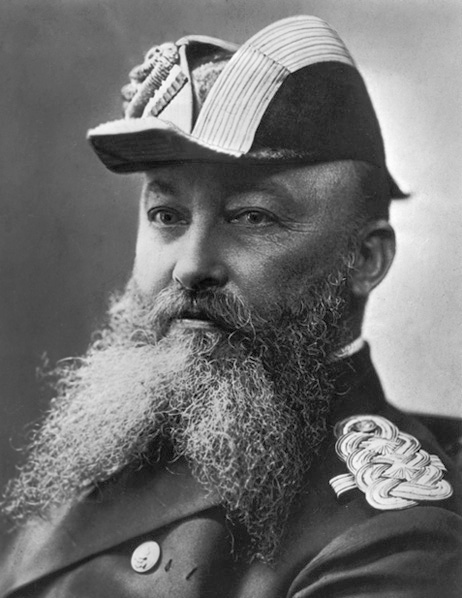
Alfred von Tirpitz

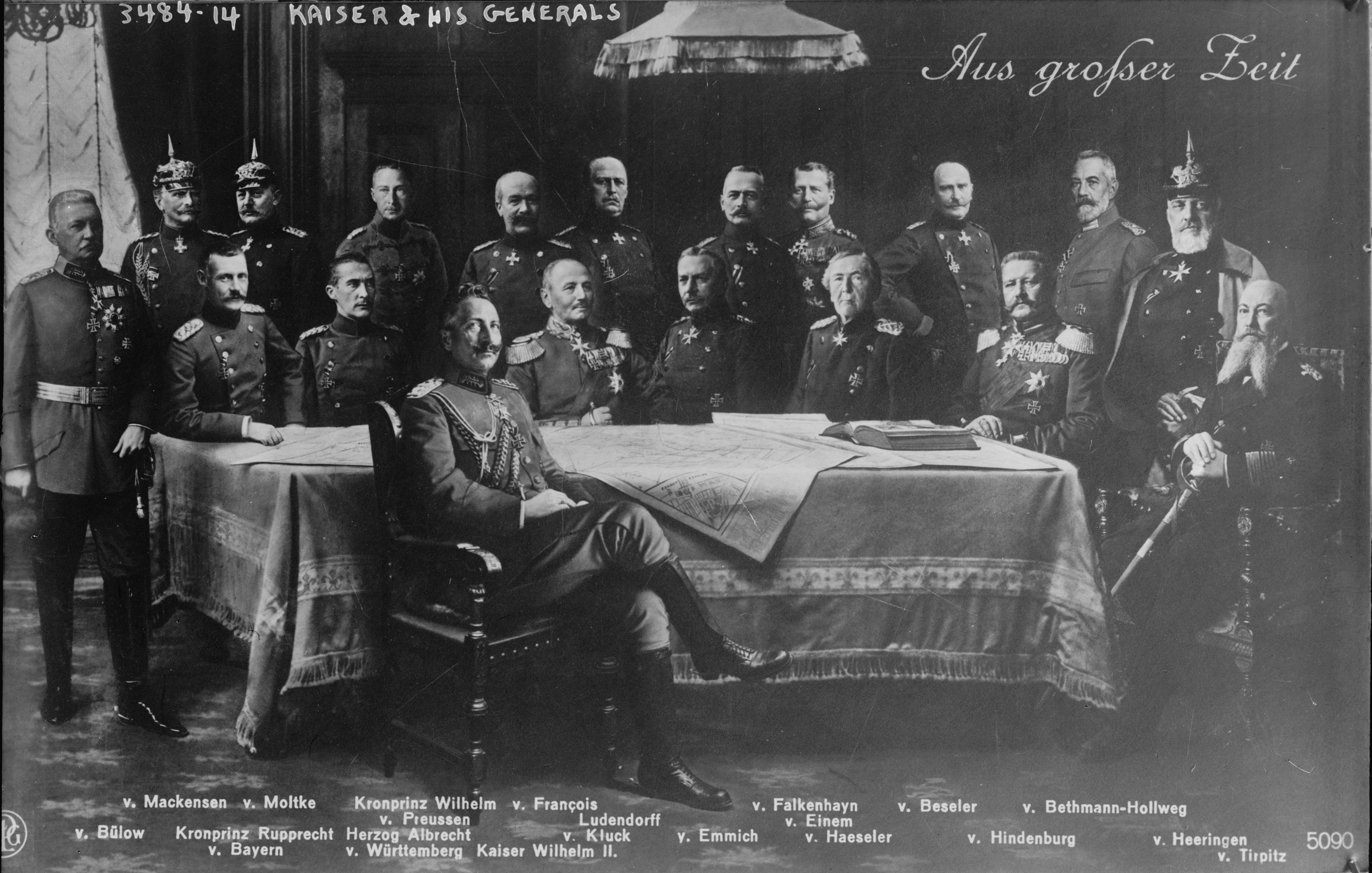
Kaiser Guglielmo II ed il suo Stato maggiore generale

L'"operazione Piano Tre" (in tedesco Betrieblich Plan Drei) fu un piano dell'Impero della Germania guglielmina di invadere gli USA. Il piano fu ordinato dal Kaiser Guglielmo II alla fine del XIX secolo. L'invasione degli USA fu considerata vitale dallo Stato Maggiore della Marina Imperiale tedesca ed includeva un attacco alle coste orientali americane con ben 60 navi e 100.000 uomini. Il piano doveva iniziare con lo sbarco a Cape Cod e l'occupazione di Boston, mentre navi pesanti entravano a Lower New York Bay per bombardare Manhattan. Così riferivano nella metà del 2002 Die Zeit e The Guardian dove precisavano che tali piani erano riportati in documenti trovati negli archivi militari della Germania a Friburgo. Inoltre si rivelava il piano del Kaiser per invadere gli USA. Quindi il desiderio del Kaiser di conquistare un impero.
Si tratta di due documenti:
- il primo, datato 1897, pianificava un'invasione di Norfolk, Hampton Roads e Newport News, aree americane considerate particolarmente vulnerabili;
- il secondo si riferiva al fatto che il piano era stato poi cambiato nel 1898 quando gli USA sconfissero la Spagna e si impossessarono delle Filippine e di Cuba, quest'ultima un'isola che il Kaiser voleva acquisire per installarvi una base militare e da dove sarebbe partita l'invasione di New York e delle regioni limitrofe.

Inoltre l'Alto Comando tedesco dibatteva l'opportunità e l'eventualità di prendere Porto Rico ed il canale di Panama. La pianificazione di un'invasione degli Stati Uniti d'America era stata pensata dal XIX secolo. Fin dalla guerra civile americana tra sudisti e nordisti, l'osservatore militare prussiano, capitano Justus Scheibert, scriveva uno studio particolareggiato intitolato Zusammenwirken der Armee und Marine (ovvero "Collaborazione dell'Esercito e della Marina") che si basavano sulle sue osservazioni sulle operazioni militari americane compiute durante la difesa di Charleston e sulle operazioni sul fiume Mississippi. Poi fu la volta di un primo serio possibile scontro armato nel 1889 nelle isole Samoa nell'Oceano Pacifico con la Germania. Infatti già dal 1884 la politica tedesca aveva il cosiddetto Torschlusspanik (panico della porta chiusa), una febbre nel desiderare colonie. E così la Germania cercava di stabilire nelle Samoa un governo fantoccio, filo-tedesco, ignorando l'obiezione statunitense. Tanto che nel marzo 1889 intorno alle Samoa si fronteggiarono tre navi da guerra tedesche, la Adler, la Olga e la Eber e tre navi da guerra statunitensi, la Trennton, la Nipsic e la Vandalia. Ma lo scontro non avvenne in quanto un improvviso tifone distrusse tutte e sei i velieri.
Dieci anni dopo, nel 1899, il pericolo di uno scontro tedesco-statunitense si fece più grave. Infatti all'inizio del 1899 una flotta combinata anglo-americana appariva nelle acque delle Samoa per rovesciare il locale governo installato dalla Germania. Dopo un cannoneggiamento, un reparto militare sbarcava sull'isola perdendo 7 uomini a causa del fuoco tedesco supportato dai samoani. E nel maggio 1898, dopo la battaglia della baia di Manila fra spagnoli e statunitensi, uno squadrone di navi tedesche della flotta del Pacifico entrava nella baia di Manila. Pensando che i tedeschi fossero lì per aiutare gli spagnoli, l'ammiraglio USA Gorge Dewey ordinava alla nave tedesca Irene di ritenersi sequestrato. A giugno, il comandante della flotta tedesca, Otto von Diederichs in persona, arrivava sul luogo e diceva agli americani che non avevano il diritto di interferire con la Irene.
Memori di questi incidenti diplomatico-militari, il primo ordine di Diederichs fu di studiare un piano di guerra con gli USA, conosciuto come Winter-arbeiten (ovvero "corrispondenze invernali"). Gli studi riguardavano degli sbarchi condotte da basi (stutzpunkt) localizzate in Canada, Cape Cod, e Porto Rico per supportare le operazioni contro i principali obiettivi di New York, Boston e Charleston. Nel frattempo, a dicembre 1899, il Vice Ammiraglio Otto von Diederichs veniva nominato Capo dello Stato Maggiore dell'Ammiragliato tedesco.